# 倉庫番
《倉庫番》是一款益智游戏，由日本的Thinking Rabbit公司于1982年首次發行。之後其他遊戲开发者爭相製作仿製或衍生作品。致使倉庫番成为此类游戏的代名词。遊戲要求玩家在二維地圖上把箱子推到指定地點，當中牽涉到大量的空間邏輯推理。

## 倉庫番的規則

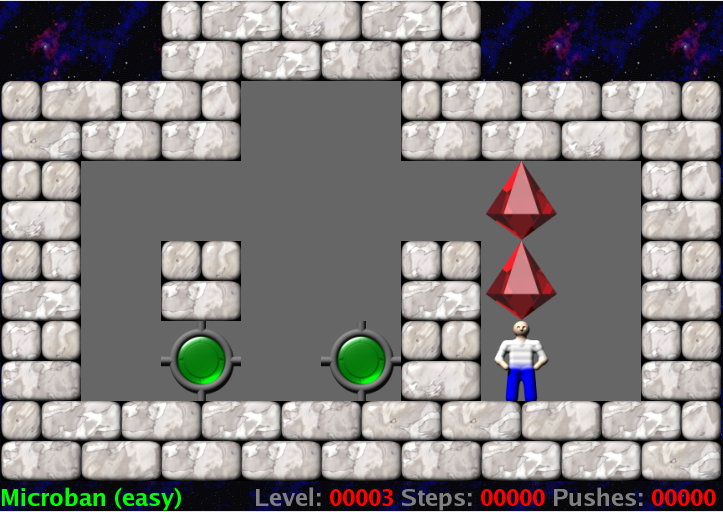
KDE內建的倉庫番遊戲KSokoban

第一個《倉庫番》的遊戲規則，則是扮演工人的玩家，以「推」的方式，推動箱子。可以在沒有阻礙物（如牆壁等的阻礙物）的情況下，向左、右、上、下的地方移動。將箱子移動到指定點，達到指定數量，即可過關。
但玩家移動箱子，有下列條件要注意：
- 推到牆壁的箱子，玩家就不可以背對牆壁，把箱子推回到空處。即箱子只能以「推」的方式移動，不能以「拉」的方式移動。但如果玩家推至牆壁後，垂直牆壁的兩側沒有阻礙物，則玩家可以朝這兩個不同的方向推移箱子。
- 一旦箱子被移動到角落，玩家沒有任何方法再移動這個箱子。
- 玩家不可同時推動兩個及以上的箱子。假設工人面前有一個箱子，箱子的正前方又有一個箱子，則這兩個箱子是不能推動的。

## 科学研究
推箱子已经通过计算复杂性理论进行了研究。解决推箱子难题的计算问题首先被证明是NP难的，进一步的研究证明它也是PSPACE完全的。

## 變體
基於基礎的規則，有的遊戲添加了數量有限的炸彈破壞牆壁方可達成目標；重力添加到遊戲中；可以改變特性的牆壁、機關；可以收集的物品（原本是障礙物）。

## 其他
- Rocks'n'Diamonds
- Xye

## 外部連結
- （日語）Official Sokoban site （页面存档备份，存于）（in Japanese）
- （中文）推箱子游戏的自动求解 （页面存档备份，存于）
- （繁體中文）倉庫番史上完全版〈大宇製作的仿製品〉
- （繁體中文）倉庫番線上玩